# فلات ویتیم
فلات ویتیم (به لاتین: Vitim Plateau) یک فلات در روسیه است. فلات ویتیم ۱٬۸۴۶ متر بالاتر از سطح دریا واقع شده‌است.